# Mato Ergović
Mato Ergović (auch Mate Ergović; * 11. Januar 1927 in Novi Mikanovci; † 7. Mai 2013 in Zagreb) war ein jugoslawischer bzw. kroatischer Schauspieler.
Ergović begann seine schauspielerische Karriere am Stadttheater Vinkovci, arbeitete jedoch nach Abschluss eines Pädagogik-Kurses ab 1947 einige Zeit als Lehrer. Von 1951 bis 1954 studierte er an der Kroatischen Akademie der Künste in Zagreb; anschließend war er am Kroatischen Nationaltheater der Stadt engagiert. Dort blieb er dreißig Jahre; erst 1985 wechselte er zum Marin-Držić-Theater nach Dubrovnik, wo er bis zu seiner Pensionierung im Jahr 1992 auftrat.
Ergović war ein beliebter Charakterdarsteller, der sowohl komische wie auch derbe Figuren darstellen konnte; dies tat er auch in über 80 Rollen für das Fernsehen und den Film; seine wohl bekanntesten Rollen waren die des Domenico in der 1971 ausgestrahlten Fernsehserie Nase malo misto (dt.: „Unsere kleine Stadt“) und drei Jahre später die des Kanonik in der Serie U registraturi.
1970 wurde er mit dem Preis der Stadt Zagreb ausgezeichnet.

## Filmografie (Auswahl)
- 1956: Opsada
- 1961: Haut für Haut (Le goût de la violence)
- 1971: Am Berg wächst eine grüne Fichte (U gori raste selen bor)
- 1971: Nase malo misto (Fernsehserie)
- 1974: U registraturi (Fernsehserie)
- 2005: Druga mracna noc (Fernsehserie)